# Kranjska Gora
Kranjska Gora je gradić podno Julijskih Alpi, od Italije i Austrije udaljena tek 6 km. Mjesto je vrlo poznato skijalište. Drugo najveće poslije Mariborskog Pohorja. Kranjska Gora nalazi se na 800 m nadmorske visine. U turističkoj ponudi (zimskoj) nudi: dnevno i noćno skijanje, sanjkalište, prirodno i umjetno klizalište, škola skijanja i snowboardinga, iznajmljivanje skijaške opreme itd.
Skijaško područje: Kranjska gora, Podkoren. Skijalište se nalazi od 785 – 1623 m nadmorske visine.

## Vanjske poveznice
- Kranjska Gora
- 53. Pokal Vitranc